# 類洞

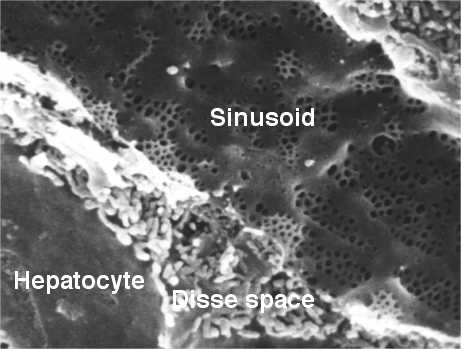
ラットの有窓血管内皮細胞の電子顕微鏡写真。類洞（sinusoid）の大きさは5µm

類洞（るいどう、英: sinusoid）は、肝細胞板間に存在する拡張した毛細血管。洞様毛細血管（どうようもうさいけっかん）とも呼ばれる。その壁は有窓性の内皮細胞から構成される。管腔内にはクッパー細胞が存在する。
骨髄内にある、骨髄内造血組織に入り込んで拡張した血管も類洞血管と呼ばれる。骨髄内の類洞を取り囲むようにして血液細胞の増生が行なわれ、成熟した血液細胞は類洞の内皮細胞の間を通り抜けて末梢血に入る。